# Pieraldo Dalle Carbonare
Pieraldo Dalle Carbonare (Thiene, 9 settembre 1952) è un imprenditore e dirigente sportivo italiano, noto soprattutto per essere stato proprietario e presidente del Vicenza Calcio dall'aprile 1989 alla stagione 1996-1997.

## Biografia
Giocò a calcio a livello dilettantistico dai 12 ai 27 anni nel ruolo di attaccante. Nel 1984 diventò dirigente del Dueville Calcio.
Nella stagione 1987-1988 divenne presidente dell'Associazione Calcio Thiene. L'annata seguente scelse l'allenatore Sergio Gasparin conquistando la promozione in Serie D.

### Vicenza

Sergio Vignoni e Pieraldo Dalle Carbonare al Vicenza a metà anni novanta.

Nell'aprile 1989 acquistò il Vicenza Calcio e due mesi più tardi, a giugno ne divenne il presidente, succedendo a Gastone Celin.
Nell'estate 1989 Dalle Carbonare cambiò nome alla squadra: da Lanerossi Vicenza divenne Vicenza Calcio. Il logo della "R" fu sostituito da quello della "V".
Nell'annata 1989-1990 alla sua prima stagione da presidente della squadra biancorossa, chiamò al suo fianco nella città berica Sergio Gasparin come direttore generale e amministratore delegato. L'inizio non fu dei migliori: questa travagliata annata vide il susseguirsi di tre allenatori. A novembre venne esonerato il nuovo tecnico Romano Fogli sostituito dallo stesso Sergio Gasparin. Dopo l'ennesima sconfitta, per le restanti cinque partite di campionato la squadra venne guidata dalla "bandiera" Giulio Savoini che riuscì risollevare il Vicenza in classifica, guadagnandosi così lo spareggio per non retrocedere nell'inferno della C2. Il 7 giugno 1990, il Vicenza si salvò sul campo neutro dello stadio "Mazza" di Ferrara nello spareggio salvezza contro il Prato, con il sostegno di un esodo di tifosi biancorossi che invasero la città estense.
Nella stagione 1990-1991, con l'incarico di riportare i biancorossi nella serie cadetta, arrivò il tecnico Giuseppe Caramanno. A metà campionato il Vicenza era solamente al centro della classifica, Caramanno si dimise e al suo posto subentrò Antonio Pasinato, ma neanche lui riuscì a riportare il Vicenza in Serie B.
Nell'annata 1991-1992 Dalle Carbonare chiamò l'allenatore Renzo Ulivieri, ritornato alla guida della squadra dopo quasi 11 anni. Nella stagione 1992-1993 il Vicenza ritornò in Serie B. Nell'annata 1993-1994 Pieraldo Dalle Carbonare assunse il direttore sportivo Sergio Vignoni. Nella stagione 1994-1995 ingaggiò il tecnico Francesco Guidolin: la squadra del tecnico trevigiano venne promossa in Serie A.
Nella Serie A 1995-1996 la matricola Vicenza sorprese tutti per il suo gioco, lottando fino alla fine per tutto il mese di aprile per un posto in classifica valevole per la Coppa UEFA.
L'inizio della stagione 1996-1997 cominciò con un cambio della guardia al vertice societario: da Pieraldo Dalle Carbonare la presidenza passò a Gianni Sacchetto, poi ad aprile all'avvocato Luigi Arena, mentre a maggio il suo successore fu l'avvocato Virgilio Marzot. In questa annata il Vicenza entrò nella storia del calcio: in campionato la squadra, guidata da Francesco Guidolin, conquistò tre memorabili vittorie ai danni della Juventus, dell'Inter e del Milan, mentre il 24 novembre 1996 alla 10ª giornata il Vicenza fu capolista solitario in vetta alla classifica della Serie A 1996-1997. Inoltre, il Vicenza superò una dopo l'altra le sue avversarie nella Coppa Italia 1996-1997: Lucchese, Genoa, Milan, Bologna e Napoli. La squadra berica conquistò così il trofeo il 29 maggio 1997.
Nel gennaio 1997 arrivò un custode giudiziario, l'avvocato Giuseppe Iannaccone in quanto contemporaneamente il Tribunale di Milano indagò sulle azioni della finanziaria di controllo di Pieraldo Dalle Carbonare. Il mese successivo, a febbraio, Dalle Carbonare fu messo agli arresti domiciliari nel suo paese natale per bancarotta fraudolenta. A ciò, nell'aprile 1997 venne arrestato dalla Guardia di finanza e portato nel carcere di San Vittore, per il fallimento della sua azienda: la Trevitex, seconda azienda tessile italiana. Questa lunga vicenda si concluse nell'estate 1997, la società inglese ENIC (finanziaria nel campo del petrolio) rilevò la maggior parte delle quote societare del club biancorosso: il Vicenza divenne la prima squadra italiana ad avere una proprietà straniera.
Nel 1999 con la prefazione del giornalista di TVA Vicenza Luca Ancetti scrisse la sua autobiografia nel libro Il sacco nero.